# 五福街道
五福街道是中华人民共和国贵州省黔西南布依族苗族自治州安龙县下辖的一个街道办事处。

## 行政区划
五福街道下辖以下村级行政区划单位：
五福社区、坡云社区、纳汪村、作坊村、法统村、廷必村、总科村。